# Kaichen (Niddatal)
Das Dorf Kaichen ist der kleinste Stadtteil der Stadt Niddatal  im hessischen Wetteraukreis.

## Geographie
Kaichen liegt in der südlichen Wetterau in einer reizvollen Landschaft mit Wäldern, Wiesen und Ackerflächen (naturräumliche Teileinheit Heldenbergener Wetterau). Nördliche Nachbarn sind die beiden Niddataler Stadtteile Ilbenstadt und Assenheim. Im Süden liegt Nidderau-Heldenbergen. Der alte Ortskern mit z. T. noch historischen Fachwerkgebäuden liegt abseits im Westen der Bundesstraße 45. Ruhig und kaum von Erschließungsverkehr belastet spiegelt der Ortskern noch zahlreiche Elemente einer intakten dörflichen Struktur.

## Geschichte

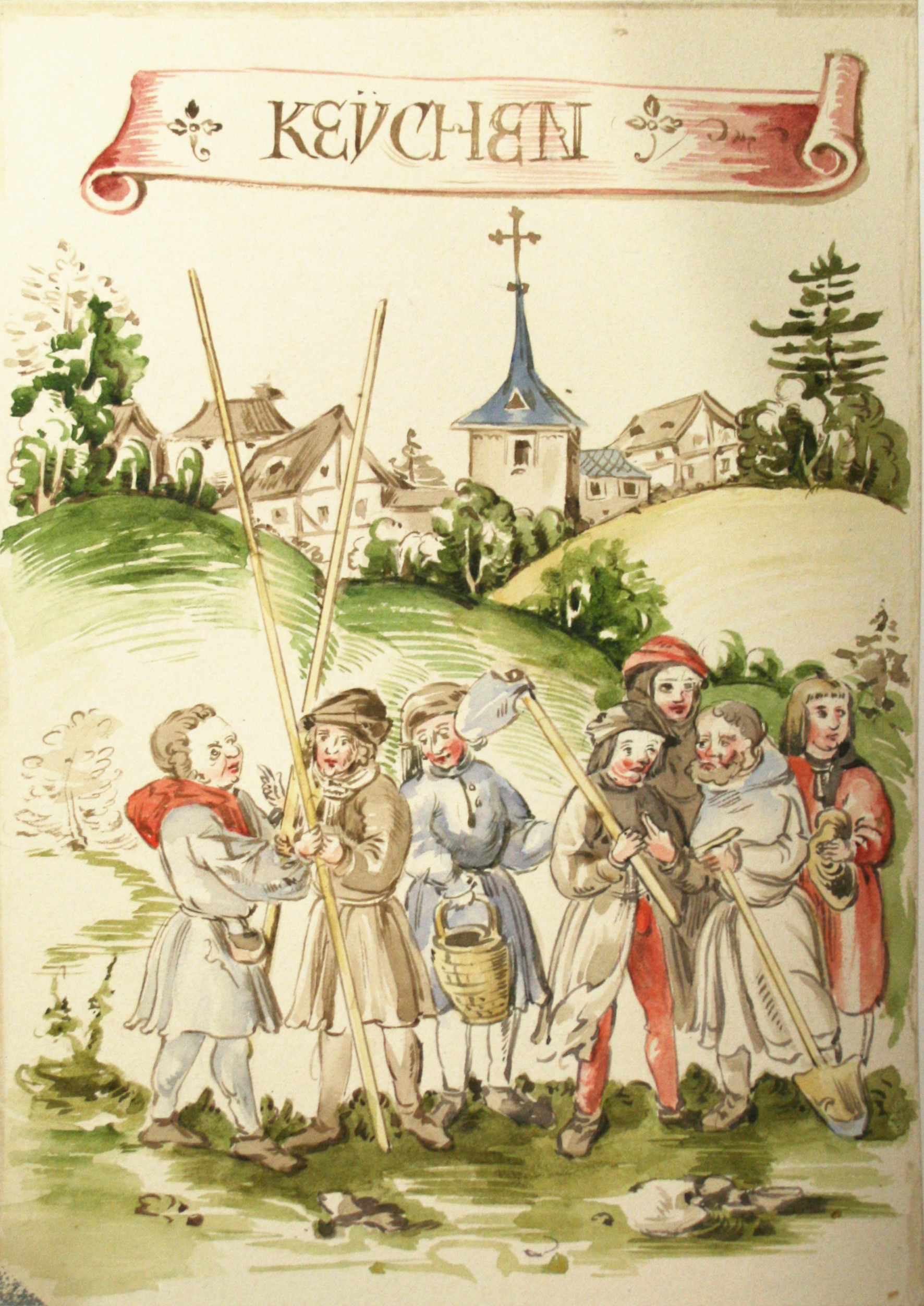
Darstellung der Ortschaft im Salbuch des Klosters Naumburg (1514), im Vordergrund Landscheider mit ihrem Werkzeug, im Hintergrund die Ortschaft mit der alten Kirche vor dem Neubau des 18. Jahrhunderts.

### Ortsgeschichte
Die älteste bekannte schriftliche Erwähnung von Kaichen erfolgte unter dem Namen Cochene im Jahr 1231.
Mit der Erwähnung eines Anshelmus de Cochene 1231 wurde Kaichen erstmals urkundlich erwähnt. Das Dorf Kaichen gehörte zum gleichnamigen Freigericht Kaichen, das im 15. Jahrhundert unter die Herrschaft der Burggrafschaft Friedberg kam.
Eine besondere Rolle spielte das Freigericht Kaichen. Da es früher zu keiner Herrschaft gehörte, nannte man es „Freigericht“. Hier wurde von dem obersten Grefen (Obergrefe) die Gerichtsbarkeit noch im Namen des Königs ausgeübt. Es war ein Blutgericht, d. h. es befasste sich mit Verbrechern, die nur durch den Tod des Angeklagten gesühnt werden konnten. Es war weiter ein Berufungsgericht.
Das Gericht tagte meist zu Pfingsten auf dem wiederhergestellten Gerichtsplatz südlich von Kaichen an der Straße nach Heldenbergen. Noch im Jahre 1805 war diese Stätte in ihrem alten Zustand erhalten. In den Jahren 1467, 1474 und 1475 erhielt die Burggrafschaft Friedberg durch Kaiser Friedrich III. Die Hoheitsrecht über das „Freie Gericht“ übertragen.
In Kaichen galt das Partikularrecht des Freigerichts Kaichen, die Friedberger Polizeiordnung. 1679 wurde sie erneuert und gedruckt. Damit ist sie zum ersten Mal schriftlich fassbar. Sie behandelte überwiegend Verwaltungs-, Polizei- und Ordnungsrecht. Insofern blieb für den weiten Bereich des Zivilrechts das Solmser Landrecht die Hauptrechtsquelle. Das Gemeine Recht galt darüber hinaus, wenn all diese Regelungen für einen Sachverhalt keine Bestimmungen enthielten. Diese Rechtslage blieb auch im 19. Jahrhundert geltendes Recht, nachdem Kaichen an das Großherzogtum Hessen (-Darmstadt) übergegangen war. Erst das Bürgerliche Gesetzbuch vom 1. Januar 1900, das einheitlich im ganzen Deutschen Reich galt, setzte dieses alte Partikularrecht außer Kraft. Von 1821 bis 1853 gehörte Kaichen zum Bezirk des Landgerichts Großkarben, der 1853 aufgelöst wurde, dann bis 1879 zu dem des Landgerichts Vilbel, ab 1879 zu dem des Amtsgerichts Vilbel.
Bereits um 1400 wurde eine Kirche erbaut. Ein Neubau folgte 1737.
Als Teil des Freigerichts Kaichen resp. der Burggrafschaft Friedberg fiel Kaichen 1806 an das Großherzogtum Hessen und wurde der Provinz Oberhessen zugeordnet.
Hessische Gebietsreform (1970–1977)
Im Zuge der Gebietsreform in Hessen wurde die bis dahin selbständige Gemeinde Kaichen zum 31. Dezember 1971 in die gerade ein Jahr alte Stadt Niddatal eingegliedert.
Ein Ortsbezirk nach der Hessischen Gemeindeordnung wurden nicht errichtet.

### Verwaltungsgeschichte im Überblick
Die folgende Liste zeigt die Staaten und Verwaltungseinheiten, denen Kaichen angehört(e):

- vor 1806: Heiliges Römisches Reich, Burggrafschaft Friedberg, Amt Büdesheim
- ab 1806: Großherzogtum Hessen (Souveränitätslande),[Anm. 2] Fürstentum Oberhessen, Burggrafschaft Friedberg, Amt Büdesheim (Souveränität beim Großherzog, aber Eigentum des Burggrafen bis zu dessen Ableben)
- ab 1815: Großherzogtum Hessen (Souveränitätslande), Provinz Oberhessen, Amt Büdesheim
- ab 1817: Großherzogtum Hessen, Provinz Oberhessen, Amt Büdesheim[Anm. 3]
- ab 1821: Großherzogtum Hessen, Provinz Oberhessen, Landratsbezirk Vilbel[Anm. 4]
- ab 1832: Großherzogtum Hessen, Provinz Oberhessen, Kreis Friedberg
- ab 1848: Großherzogtum Hessen, Regierungsbezirk Friedberg
- ab 1852: Großherzogtum Hessen, Provinz Oberhessen, Kreis Friedberg
- ab 1867: Norddeutscher Bund,[Anm. 5] Großherzogtum Hessen, Provinz Oberhessen, Kreis Friedberg
- ab 1871: Deutsches Reich, Großherzogtum Hessen, Provinz Oberhessen, Kreis Friedberg
- ab 1918: Deutsches Reich (Weimarer Republik), Volksstaat Hessen, Provinz Oberhessen, Kreis Friedberg
- ab 1938: Deutsches Reich, Volksstaat Hessen, Landkreis Friedberg[9][Anm. 6]
- ab 1945: Amerikanische Besatzungszone,[Anm. 7] Groß-Hessen, Regierungsbezirk Darmstadt, Landkreis Friedberg
- ab 1946: Amerikanische Besatzungszone, Hessen, Regierungsbezirk Darmstadt, Landkreis Friedberg
- ab 1949: Bundesrepublik Deutschland, Hessen, Regierungsbezirk Darmstadt, Landkreis Friedberg
- ab 1972: Bundesrepublik Deutschland, Land Hessen, Regierungsbezirk Darmstadt, Wetteraukreis, Stadt Niddatal[Anm. 8]

## Bevölkerung

### Einwohnerentwicklung
- 1961: 735 evangelische (= 76,32 %), 214 katholische (= 22,22 %) Einwohner[3]

| Kaichen: Einwohnerzahlen von 1834 bis 2020 | Kaichen: Einwohnerzahlen von 1834 bis 2020 | Kaichen: Einwohnerzahlen von 1834 bis 2020 | Kaichen: Einwohnerzahlen von 1834 bis 2020 | Kaichen: Einwohnerzahlen von 1834 bis 2020 |
| --- | ------------------------------------------ | ------------------------------------------ | ------------------------------------------ | ------------------------------------------ |
| Jahr |                                            |                                            |                                            | Einwohner                                  |
| 1834 | 1834                                       |                                            | 602                                        | 602                                        |
| 1840 | 1840                                       |                                            | 671                                        | 671                                        |
| 1846 | 1846                                       |                                            | 772                                        | 772                                        |
| 1852 | 1852                                       |                                            | 726                                        | 726                                        |
| 1858 | 1858                                       |                                            | 644                                        | 644                                        |
| 1864 | 1864                                       |                                            | 626                                        | 626                                        |
| 1871 | 1871                                       |                                            | 545                                        | 545                                        |
| 1875 | 1875                                       |                                            | 520                                        | 520                                        |
| 1885 | 1885                                       |                                            | 542                                        | 542                                        |
| 1895 | 1895                                       |                                            | 551                                        | 551                                        |
| 1905 | 1905                                       |                                            | 576                                        | 576                                        |
| 1910 | 1910                                       |                                            | 586                                        | 586                                        |
| 1925 | 1925                                       |                                            | 660                                        | 660                                        |
| 1939 | 1939                                       |                                            | 640                                        | 640                                        |
| 1946 | 1946                                       |                                            | 961                                        | 961                                        |
| 1950 | 1950                                       |                                            | 1.002                                      | 1.002                                      |
| 1956 | 1956                                       |                                            | 957                                        | 957                                        |
| 1961 | 1961                                       |                                            | 963                                        | 963                                        |
| 1967 | 1967                                       |                                            | 975                                        | 975                                        |
| 1970 | 1970                                       |                                            | 1.027                                      | 1.027                                      |
| 1980 | 1980                                       |                                            | ?                                          | ?                                          |
| 1990 | 1990                                       |                                            | ?                                          | ?                                          |
| 2000 | 2000                                       |                                            | ?                                          | ?                                          |
| 2007 | 2007                                       |                                            | 1.094                                      | 1.094                                      |
| 2011 | 2011                                       |                                            | 1.068                                      | 1.068                                      |
| 2016 | 2016                                       |                                            | 1.070                                      | 1.070                                      |
| 2020 | 2020                                       |                                            | 1.117                                      | 1.117                                      |
| Datenquelle: Historisches Gemeindeverzeichnis für Hessen: Die Bevölkerung der Gemeinden 1834 bis 1967. Wiesbaden: Hessisches Statistisches Landesamt, 1968. Weitere Quellen: LAGIS; Stadt Niddatal; Zensus 2011 |                                            |                                            |                                            |                                            |

### Einwohnerstruktur 2011
Nach den Erhebungen des Zensus 2011 lebten am Stichtag dem 9. Mai 2011 in Kaichen 1068 Einwohner. Darunter waren 39 (3,6 %) Ausländer.
Nach dem Lebensalter waren 174 Einwohner unter 18 Jahren, 420 zwischen 18 und 49, 258 zwischen 50 und 64 und 213 Einwohner waren älter.
Die Einwohner lebten in 459 Haushalten. Davon waren 132 Singlehaushalte, 129 Paare ohne Kinder und 147 Paare mit Kindern, sowie 42 Alleinerziehende und 9 Wohngemeinschaften. In 87 Haushalten lebten ausschließlich Senioren und in 300 Haushaltungen lebten keine Senioren.

## Religion
Der größte Teil der Ortsbevölkerung bekennt sich zum evangelischen Glauben. Die Pfarrei umfasst neben Kaichen auch Bönstadt. Etwa ein Drittel der Bevölkerung ist katholisch und wird von dem katholischen Priester des nahegelegenen Ilbenstadt betreut.

## Wappen
Am 10. Januar 1967 wurde der Gemeinde Kaichen im damaligen Landkreis Friedberg ein Wappen mit folgender Blasonierung verliehen: „In blauem Schild ein rechtsgewendeter, rotbezungter und -bewehrter goldener Löwe.“ genehmigt.

## Kultur und Sehenswürdigkeiten

### Sehenswürdigkeiten
Bekanntestes Kulturdenkmal des Ortes ist das Freigericht (Feme) zu Kaichen. Es wird im Volksmund auch als der Steinerne Tisch bezeichnet. Hier wurde noch bis ins 18. Jahrhundert Gericht gehalten über Verbrechen, die nur mit dem Tod des Angeklagten geahndet werden konnten. Die Urteile wurden im nahen Galgengrund (Galgenfeld) oder auf dem Richtblock vollstreckt. Die ehemaligen Hinrichtungsstätten existieren nur noch als Gemarkungsbezeichnungen.
Im Süden des Ortes befinden sich die Reste einer römischen Ansiedlung. Der so genannte Römerbrunnen ist noch heute als Rest einer römischen Villa Rustica auf dem Gelände eines Modellflugplatzes sichtbar.
Die ansehnliche evangelische Kirche des Ortes bildet zusammen mit dem Alten Schulhaus und der Weed am Dorfplatz den historischen Ortskern.
Die aktuell durchgeführte Restaurierung des Dorfbrunnens, der Weed, steht am Anfang weiterer umfassender Restaurierungsmaßnahmen, welche den gesamten Ortskern umfassen sollen. Als umfangreichstes Projekt gilt dabei das Amthaus der Burg Friedberg aus dem Jahre 1782, das aufgrund seiner späteren Nutzung „Altes Schulhaus“ genannt wird.
Östlich der Bahnstrecke Friedberg–Hanau erstreckt sich das idyllische Naturschutzgebiet Krebsbachtal mit der am Fuß einer bewaldeten Anhöhe gelegenen Hainmühle. Auf der Anhöhe thront das historische Schloss Naumburg.
Im Juni 2012 wurde ein von der Dorfentwicklung Kaichen initiierter und ausgewiesener „Historischer Rundgang“ eingeweiht, der zunächst ungefähr ein Dutzend historischer Sehenswürdigkeiten umfasst.

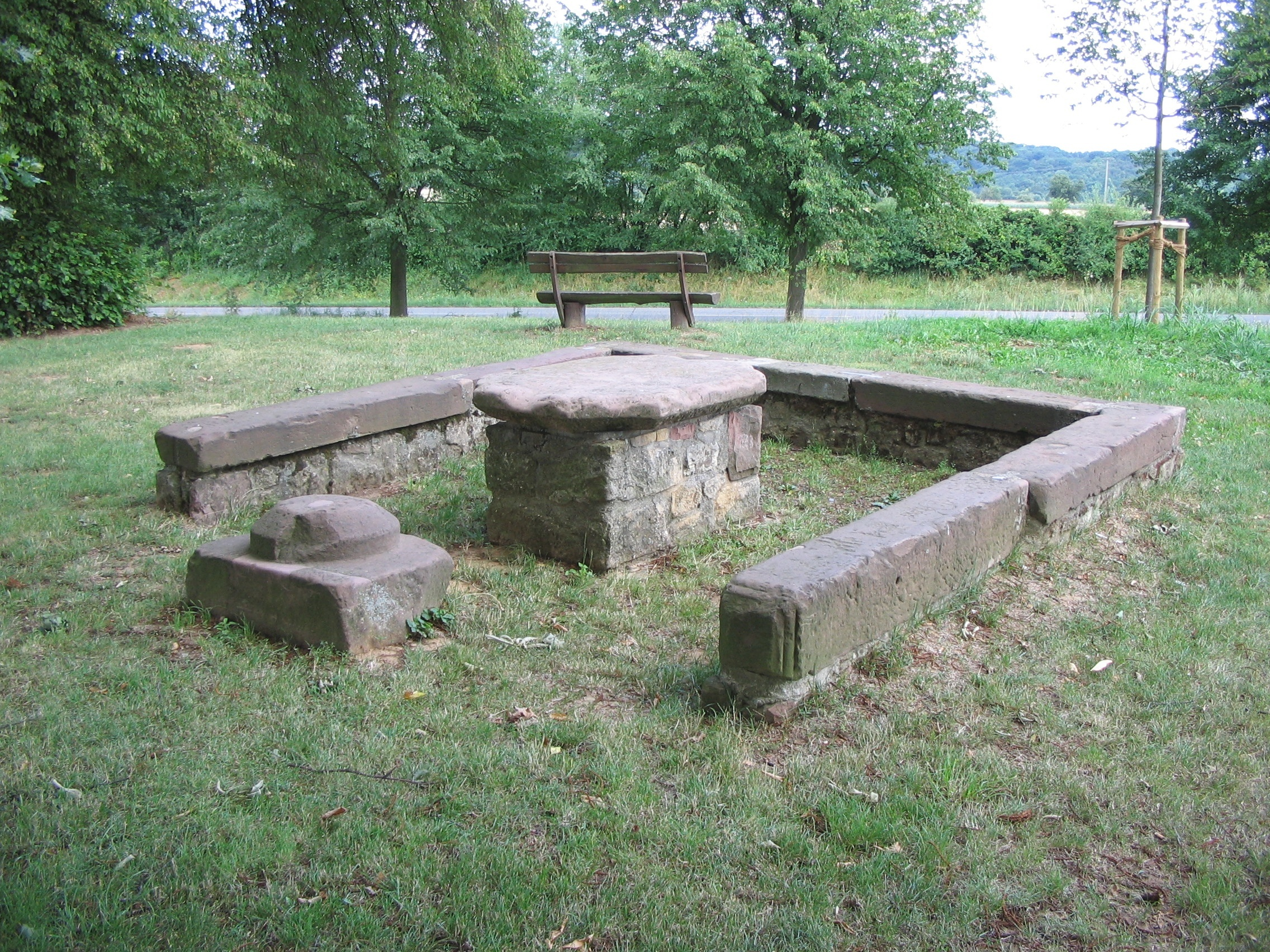
Der Steinerne Tisch des alten Freigerichtes
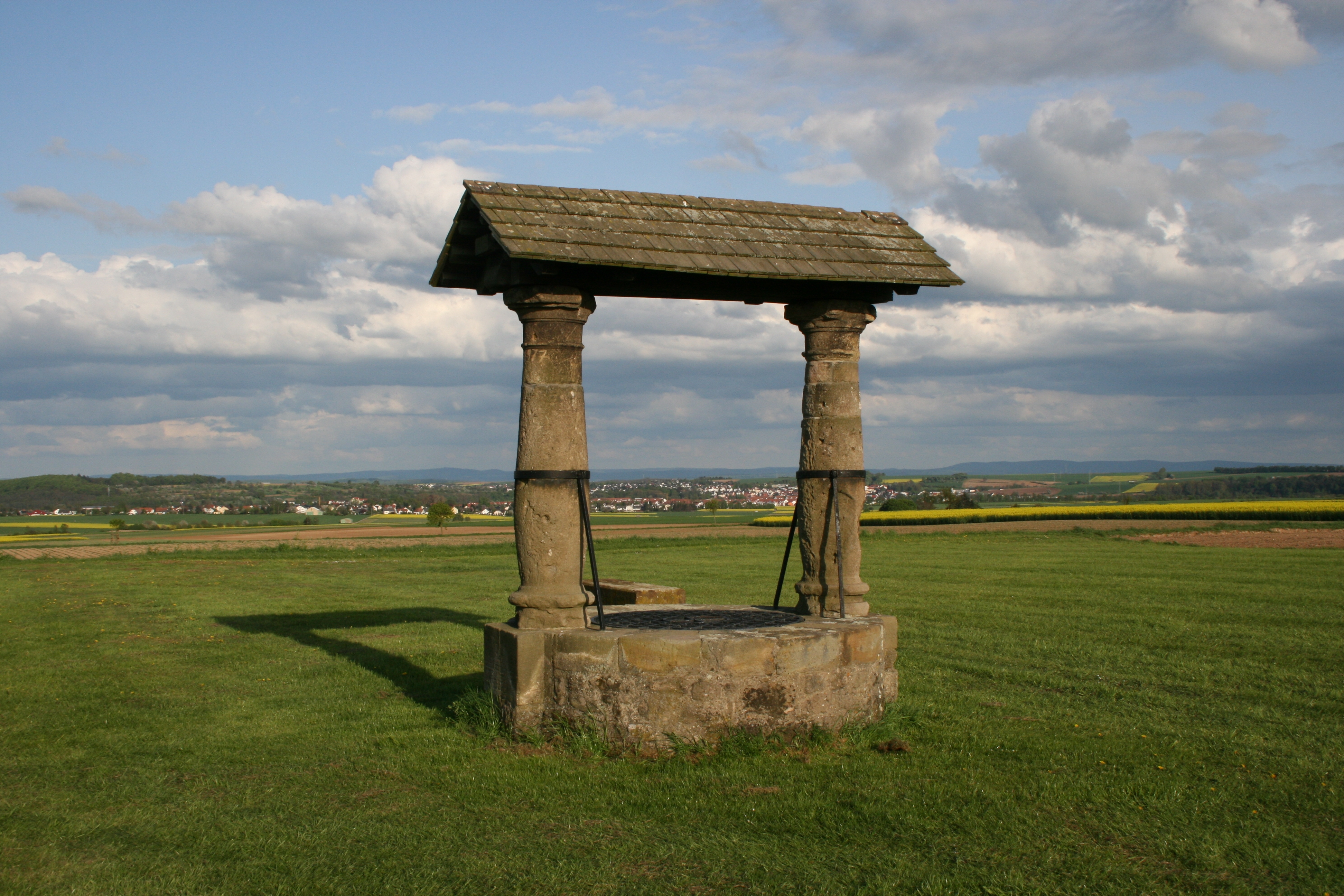
Rekonstruierter römischer Brunnen.
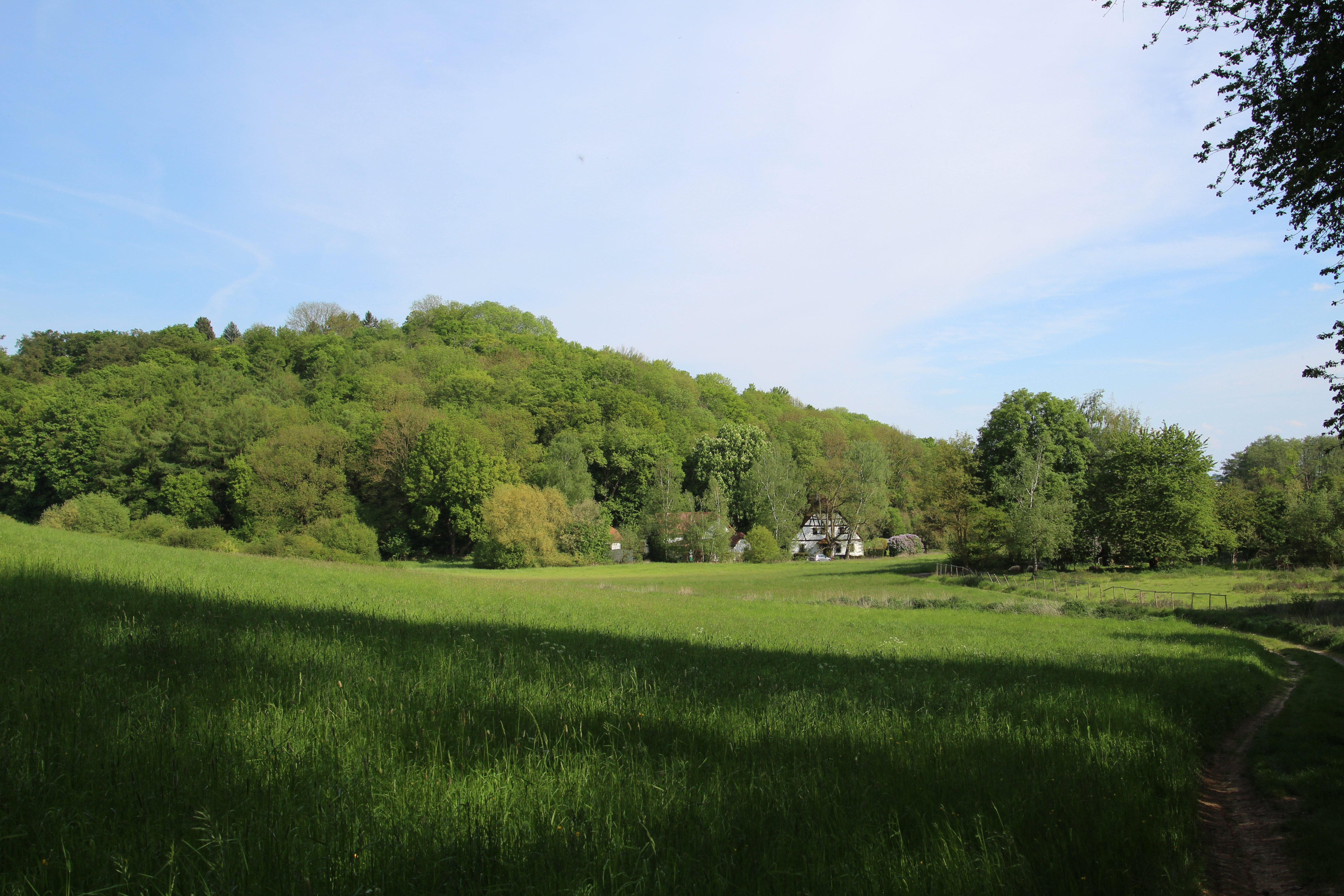
Die Hainmühle im Krebsbachtal

### Vereine
- Dorfentwicklung Kaichen e. V.
- Fußballclub 1963 Kaichen e. V.
- Freiwillige Feuerwehr Kaichen e. V. (FF Kaichen)
- Gesangverein EINTRACHT Kaichen 1888 e. V.
- Gesangverein EINIGKEIT Kaichen e. V.
- Modellfluggruppe Kaichen e. V.
- Weiberfassenacht Kaichen 1973 e. V.
- Turngemeinschaft 1988 Kaichen

## Wirtschaft und Infrastruktur

### Verkehr

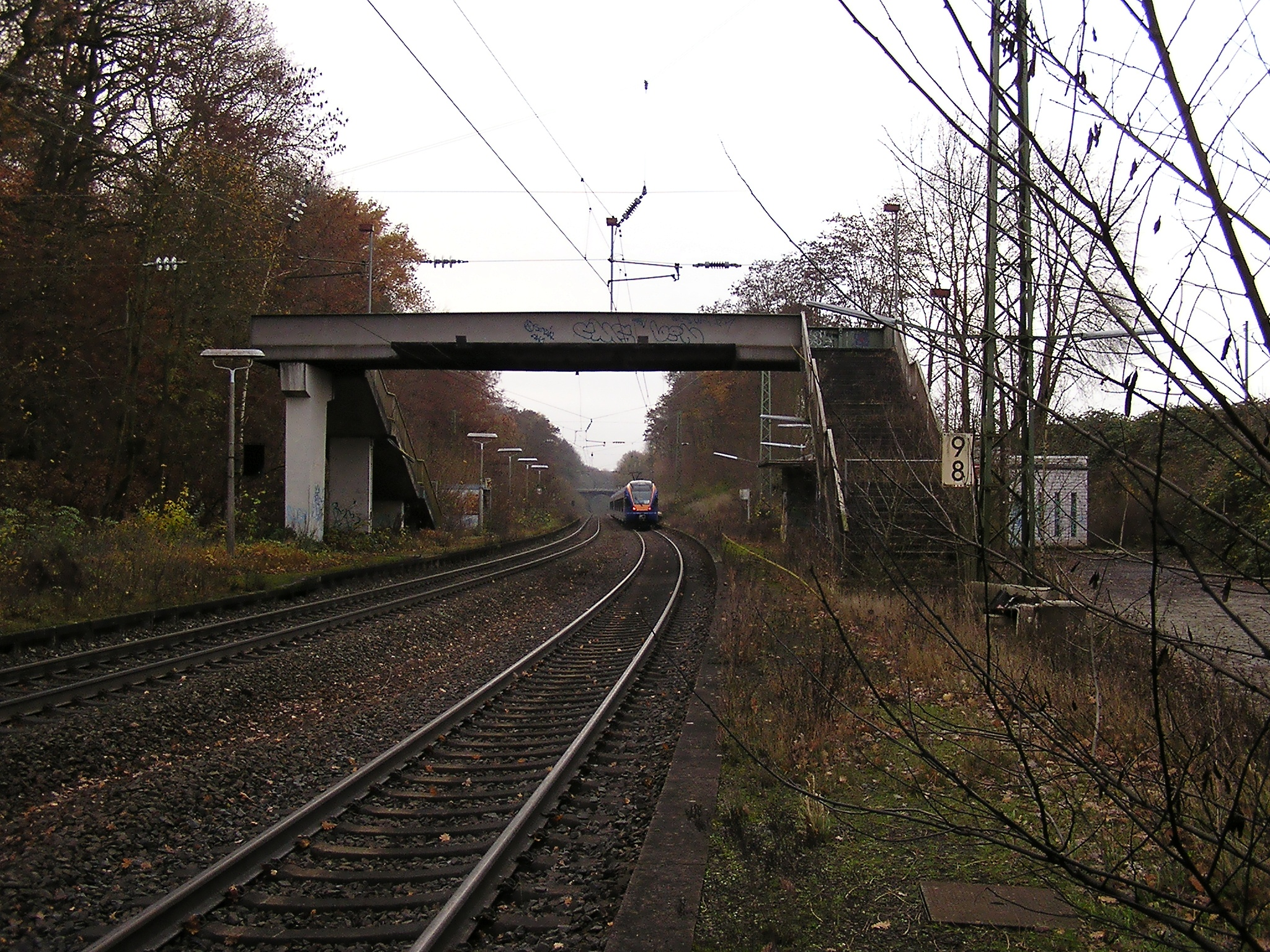
Ehem. Haltepunkt Erbstadt-Kaichen

Mit dem Auto ist Kaichen über die Bundesstraße 45 gut angeschlossen. Nördlich führt die B 45 nach Nieder-Wöllstadt (6 km), von wo über die B 3 Frankfurt (27 km) und Friedberg (8 km) erreichbar sind. Südlich führt die B 45 nach Heldenbergen (4 km), von wo Frankfurt (23 km) und Hanau (15 km) gut erreichbar sind. Die nächstgelegenen Autobahnanschlüsse sind Friedberg (A 5) im Westen und Altenstadt (A 45) im Osten.
Der Haltepunkt Erbstadt-Kaichen an der Bahnstrecke Friedberg–Hanau ist seit den 1990er Jahren stillgelegt.
Die nächsten Bahnhöfe befinden sich in Heldenbergen (5 km) (siehe: Bahnhof Nidderau) an der Bahnstrecke Friedberg–Hanau sowie der Bahnstrecke Bad Vilbel–Glauburg-Stockheim und Nieder-Wöllstadt (7 km) an der Main-Weser-Bahn. Von Heldenbergen ist Hanau in unter 20 Minuten erreichbar. Von Wöllstadt nach Frankfurt beträgt die Fahrzeit rund 30, nach Friedberg etwa 5 Minuten.
Außerdem ist Kaichen über die Buslinien FB 06 Kaichen-Wöllstadt-Friedberg und 5902 Nidderau-Kaichen-Hanau angebunden.

### Lokale Infrastruktur
Die örtliche Infrastruktur ist entsprechend der Größe und der ländlichen Lage. Im Ort selber gibt es einen Kindergarten, einen Frisör und ein Nahversorgungsgeschäft für Dinge des täglichen Bedarfs. Das Bürgerhaus bietet neben Veranstaltungsräumen eine Kegelbahn sowie eine Gaststätte. Ein Sportplatz, zwei Kinderspielplätze und ein öffentlicher Grillplatz runden das lokale Freizeitangebot zusammen mit über 10 aktiven Vereinen ab.
Größere Einkaufsmöglichkeiten, eine umfassende ärztliche Versorgung, ein Freibad, ein Großkino und zahlreiche Gastronomieangebote befinden sich in Heldenbergen (4 km). Weitere Einkaufsmärkte, medizinische Einrichtungen und Gastronomiebetriebe gibt es in Assenheim (5 km) und Ilbenstadt (4 km). Die Grundschulen in Ilbenstadt und Assenheim sowie eine Ganztagsschule mit Haupt- und Realschulzweig in Assenheim gewährleisten die schulische Grundversorgung.